# لی آنکریچ
لی آنکریچ (انگلیسی: Lee Unkrich؛ زادهٔ ۸ اوت ۱۹۶۷) کارگردان، تدوین‌گر و فیلم‌نامه‌نویس اهل ایالات متحده آمریکا است. او بیشتر به خاطر همکاری با استودیوی انیمیشن پیکسار شناخته می‌شود، که در سال ۱۹۹۴ به عنوان تدوین‌گر به آن ملحق شد قبل از اینکه به عنوان دستیار کارگردان در داستان اسباب بازی ۲ (۱۹۹۹) شناخته شود، وی برنده جوایزی همچون جایزه آنی و اسکار شده‌است.
آنکریچ پس از ۲۵ سال تصدی خود در این شرکت، در ژانویه ۲۰۱۹ بازنشسته شد تا زمان بیشتری را با خانواده خود بگذراند و به دنبال علایق دیگر باشد. با این حال، او چند سال بعد به استودیو بازگشت و در حال حاضر دنباله‌ای برای فیلم کوکو را کارگردانی می‌کند.

## فیلم‌شناسی
- داستان اسباب‌بازی (۱۹۹۵) (تدوین‌گر)
- زندگی یک حشره (۱۹۹۸) (تدوین‌گر)
- داستان اسباب‌بازی ۲ (۱۹۹۹) (تدوین‌گر)
- شرکت هیولاها (۲۰۰۱) (دستیار کارگردان)
- در جستجوی نمو (۲۰۰۳) (دستیارتدوین)
- ماشین‌ها (۲۰۰۶) (دستیار تدوین‌گر)
- داستان اسباب‌بازی ۳ (۲۰۱۰) (کارگردان، نویسنده)
- دانشگاه هیولاها (۲۰۱۳) (مدیر اجرایی تولید)
- دایناسور خوب (۲۰۱۵) (مدیر اجرایی تولید)
- کوکو (۲۰۱۷) (کارگردان، داستان، تدوین)
- داستان اسباب‌بازی ۴ (۲۰۱۹) (مدیر اجرایی تولید)
- کوکو ۲ (۲۰۲۹) (کارگردان)